# Xã Hamden, Quận Becker, Minnesota
Xã Hamden (tiếng Anh: Hamden Township) là một xã thuộc quận Becker, tiểu bang Minnesota, Hoa Kỳ. Năm 2010, dân số của xã này là 206 người.